# Torneo Clausura 2008 (Guatemala)
El Torneo de Clausura 2007 fue el 18º torneo corto del fútbol guatemalteco, dando fin a la temporada 2007-2008 de la Liga Nacional de Fútbol de Guatemala.

## Equipos

### Equipos participantes
| Club                                   | Ciudad              | Departamento   | Estadio                         | Capacidad |
| -------------------------------------- | ------------------- | -------------- | ------------------------------- | --------- |
| Club Social y Deportivo Comunicaciones | Ciudad de Guatemala | Guatemala      | Estadio Mateo Flores            | 30.000    |
| Club Social y Deportivo Municipal      | Ciudad de Guatemala | Guatemala      | Estadio Mateo Flores            | 30.000    |
| Club Social y Deportivo Suchitepéquez  | Mazatenango         | Suchitepéquez  | Estadio Carlos Salazar Hijo     | 10.000    |
| Deportivo Jalapa                       | Jalapa              | Jalapa         | Estadio Las Flores              | 10.000    |
| Deportivo Malacateco                   | Malacatán           | San Marcos     | Estadio Santa Lucía             | 3.000     |
| Deportivo Marquense                    | San Marcos          | San Marcos     | Estadio Marquesa de la Ensenada | 10.000    |
| Deportivo Petapa                       | San Miguel Petapa   | Guatemala      | Estadio Julio Armando Cobar     | 7.500     |
| Deportivo Zacapa                       | Zacapa              | Zacapa         | Estadio David Ordóñez Bardales  | 10.000    |
| Heredia Jaguares                       | San José            | Petén          | Estadio Julián Tesucún          | 3.000     |
| Xelajú Mario Camposeco                 | Quetzaltenango      | Quetzaltenango | Estadio Mario Camposeco         | 11.000    |
|                                        |                     |                |                                 |           |

### Equipos por Departamento
| Departamento   | N.º | Equipos                         |
| -------------- | --- | ------------------------------- |
| Guatemala      | 3   | Comunicaciones Municipal Petapa |
| San Marcos     | 2   | Malacateco Marquense            |
| Jalapa         | 1   | Jalapa                          |
| Petén          | 1   | Heredia Jaguares                |
| Quetzaltenango | 1   | Xelajú                          |
| Suchitepéquez  | 1   | Suchitepéquez                   |
| Zacapa         | 1   | Zacapa                          |

## Posiciones
|  | Pos. | Equipos        | PJ | PG | PE | PP | GF | GC | Dif. | PTS | Clasificación        |
|  | ---- | -------------- | -- | -- | -- | -- | -- | -- | ---- | --- | -------------------- |
|  | 1º   | Comunicaciones | 18 | 10 | 5  | 3  | 36 | 18 | +18  | 35  | Semifinales          |
|  | 2º   | Municipal      | 18 | 10 | 5  | 3  | 34 | 16 | +18  | 35  | Semifinales          |
|  | 3º   | Petapa         | 18 | 9  | 3  | 6  | 22 | 21 | +1   | 30  | Acceso a semifinales |
|  | 4º   | Xelajú MC      | 18 | 5  | 10 | 3  | 16 | 16 | 0    | 25  | Acceso a semifinales |
|  | 5º   | Suchitepéquez  | 18 | 6  | 7  | 5  | 21 | 25 | -4   | 25  | Acceso a semifinales |
|  | 6º   | Marquense      | 18 | 6  | 6  | 6  | 24 | 19 | +5   | 24  | Acceso a semifinales |
|  | 7º   | Zacapa         | 18 | 5  | 6  | 7  | 23 | 27 | -4   | 21  |                      |
|  | 8º   | Jalapa         | 18 | 5  | 6  | 7  | 17 | 22 | -5   | 21  |                      |
|  | 9°   | Heredia        | 18 | 2  | 7  | 9  | 18 | 29 | -11  | 13  |                      |
|  | 10º  | Malacateco     | 18 | 3  | 3  | 12 | 10 | 28 | -18  | 12  |                      |
|  |      |                |    |    |    |    |    |    |      |     |                      |

## Líderes individuales

### Trofeo Botín de Oro
Posiciones Finales.
| N.º | Jugador          | Goles | Penales | Equipo                                 |
| --- | ---------------- | ----- | ------- | -------------------------------------- |
|     | Fredy García     | 12    | 3       | Club Social y Deportivo Municipal      |
| 2   | Jorge Estrada    | 9     | 0       | Deportivo Marquense                    |
| 3   | Carlos Asprilla  | 8     | 0       | Deportivo Marquense                    |
| 3   | Adrián Apellaniz | 8     | 1       | Deportivo Jalapa                       |
| 5   | Selvin Motta     | 7     | 0       | Deportivo Zacapa                       |
| 5   | Fernando Gallo   | 7     | 0       | Club Social y Deportivo Suchitepéquez  |
| 5   | Rolando Fonseca  | 7     | 0       | Club Social y Deportivo Comunicaciones |

## Fase Final
|  | Clasificación a Semifinales | Clasificación a Semifinales | Clasificación a Semifinales | Clasificación a Semifinales | Clasificación a Semifinales |  |  | Semifinales | Semifinales    | Semifinales | Semifinales | Semifinales |  |  | Final | Final          | Final | Final | Final |
|  |                             |                             |                             |                             |                             |  |  |             |                |             |             |             |  |  |       |                |       |       |       |
|  |                             |                             |                             |                             |                             |  |  | 1           | Comunicaciones | 2           | 1           | 3           |  |  |       |                |       |       |       |
|  | 4                           | Xelajú M.C.                 | 0                           | 1                           | 1                           |  |  | 5           | Suchitepequez  | 0           | 2           | 2           |  |  |       |                |       |       |       |
|  | 5                           | Suchitepéquez               | 2                           | 0                           | 2                           |  |  |             |                |             |             |             |  |  | 1     | Comunicaciones | 1     | 2     | 3     |
|  |                             |                             |                             |                             |                             |  |  |             |                |             |             |             |  |  | 2     | Municipal      | 3     | 1     | 4     |
|  |                             |                             |                             |                             |                             |  |  | 2           | Municipal      | 0           | 3           | 3           |  |  |       |                |       |       |       |
|  | 6                           | Marquense                   | 1                           | 0                           | 1                           |  |  | 5           | Petapa         | 1           | 0           | 1           |  |  |       |                |       |       |       |
|  | 3                           | Petapa                      | 0                           | 2                           | 2                           |  |  |             |                |             |             |             |  |  |       |                |       |       |       |

| Campeón Clausura 2008 |
| Municipal 26º Título  |
| --------------------- |

## Tabla acumulada
|  | Pos. | Equipos        | PJ | PG | PE | PP | GF | GC | Dif. | PTS | Clasificación                                       |
|  | ---- | -------------- | -- | -- | -- | -- | -- | -- | ---- | --- | --------------------------------------------------- |
|  | 1º   | Municipal      | 36 | 18 | 12 | 6  | 65 | 34 | +31  | 66  | Liga de Campeones Concacaf 2008-09 - Fase de grupos |
|  | 2º   | Comunicaciones | 36 | 17 | 11 | 8  | 63 | 36 | +27  | 62  |                                                     |
|  | 3º   | Xelajú MC      | 36 | 12 | 14 | 10 | 30 | 38 | -8   | 50  |                                                     |
|  | 4º   | Suchitepéquez  | 36 | 12 | 13 | 11 | 53 | 52 | +1   | 49  |                                                     |
|  | 5º   | Jalapa         | 36 | 12 | 13 | 11 | 49 | 48 | +1   | 49  | Liga de Campeones Concacaf 2008-09 - Primera fase   |
|  | 6º   | Petapa         | 36 | 12 | 13 | 11 | 42 | 50 | -8   | 49  |                                                     |
|  | 7º   | Marquense      | 36 | 12 | 12 | 12 | 45 | 46 | -1   | 48  |                                                     |
|  | 8º   | Zacapa         | 36 | 11 | 12 | 13 | 54 | 58 | -4   | 45  | Playoffs de descenso                                |
|  | 9°   | Heredia        | 36 | 7  | 11 | 18 | 40 | 55 | -15  | 32  | Playoffs de descenso                                |
|  | 10º  | Malacateco     | 36 | 9  | 5  | 22 | 26 | 50 | -24  | 32  | Descendió                                           |
|  |      |                |    |    |    |    |    |    |      |     |                                                     |

## Promocionales de Ascenso o Permanencia
| Local en la ida | Global | Local en la vuelta | Ida   | Vuelta | Resultado                             |
| --------------- | ------ | ------------------ | ----- | ------ | ------------------------------------- |
| Coatepeque      | 2 - 3  | Zacapa             | 1 - 0 | 1 - 3  | Zacapa permanece en Liga Nacional     |
| Universidad SC  | 0 - 6  | Heredia            | 0 - 3 | 0 - 3  | Heredia permanece en la Liga Nacional |